# Tomás Romero de Castilla

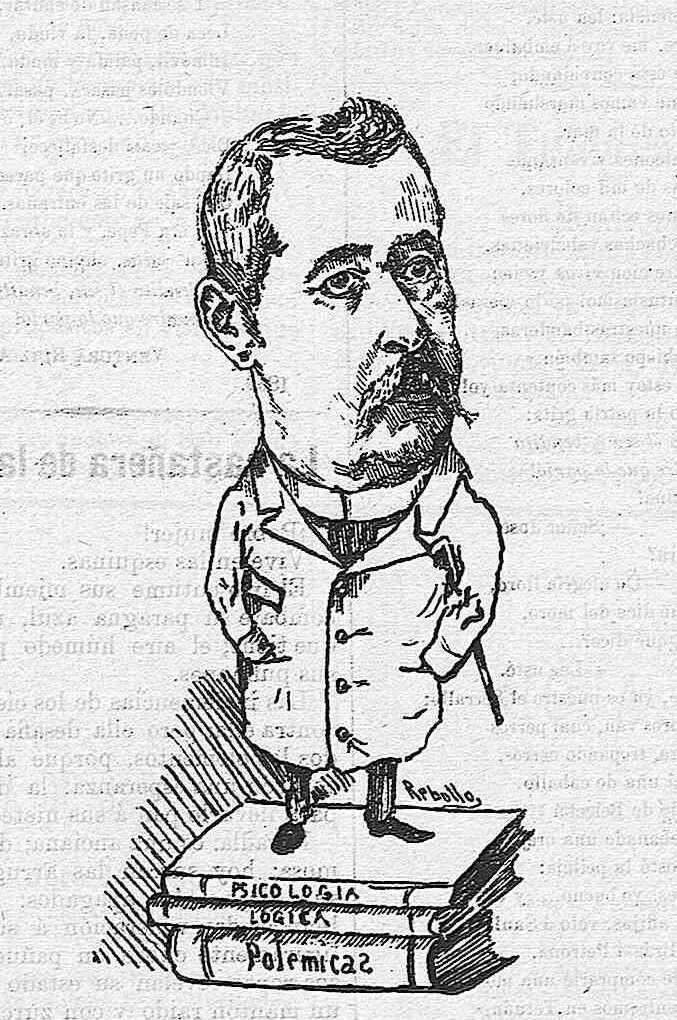
Retrato de Tomás Romero de Castilla

Tomás Romero de Castilla y Perozo (Olivenza, 15 de abril de 1833-Badajoz, 22 de febrero de 1910), teólogo, catedrático del Instituto de Badajoz y, creador y director del Museo Arqueológico Provincial de Badajoz.

## Biografía

### Nacimiento
Nació este insigne extremeño, según reza su partida de bautismo, el 15 de abril de 1833 en Olivenza (Badajoz), hijo legítimo del Señor Alcalde mayor de esta Villa D. Tomás Romero de Castilla, natural de la villa de Segura de León. Era hermano del archivero Francisco Romero de Castilla.

### Matrimonio
Contrajo matrimonio con Teresa González Corbalán (fallecida el 19 de octubre de 1905) con quien tuvo por hijo a José Romero González (Badajoz, 1874-Badajoz, 29 de abril de 1910).

### Fallecimiento
Falleció en Badajoz el 22 de febrero de 1910, a los setenta y seis años de edad, siendo enterrado en el cementerio de Badajoz.

## Formación intelectual
Las primeras noticias de que disponemos sobre su preparación científica proceden del Seminario Conciliar de San Atón de Badajoz:

D.Tomás Romero de Castilla Sánchez solicita una beca para su hijo Tomás, de 12 años, natural de Olivenza y estudiante grmático, proximo a pasar a filosofía. En escrito fechado el 25 de octubre de 1845, se alude a limpieza de sangre y demás requisitos, y en consecuencia se dica que se tenga a D. Tomás Romero de Castilla Perozo por colegial interno, con beca propietaria y porcionista por mitad, sirviendo este auto de título en forma para que en su virtud se dé la posesión por el Rector o Vice-Rector del propio Seminario....

A partir de ese momento figura en las listas de matrículas y notas de los respectivos cursos siempre con la calificación de sobresaliente y beca no porcionista, sino de agraciado. Finalmente, el 21 de junio de 1853 se le expide el título de Bachiller en Sagrada Teología. Posteriormente obtuvo el de Bachiller en Artes por el Instituto de Badajoz, tras haber incorporado a 4º y 5º del Seminario. El título fue firmado por el rector de Sevilla el 12 de diciembre de 1860.
De 1860 a 1862 realizó en Sevilla, con nota de sobresaliente, los cursos exigidos para optar al grado de bachiller en la Facultad de Filosofía y Letras. El 2 de junio de 1862 realizó los ejercicios para dicho grado, obteniendo igualmente la calificación de sobresaliente. De este período deben datar sus ideales krausistas, ya que Gómez Molleda lo incluye en el grupo que aquella corriente tenía en Sevilla, considerándolo uno de los discípulos más importantes de Federico de Castro, impulsor del foco sevillano desde que obtuviera la Cátedra de Metafísica de la Universidad Hispalense.
Tomás Romero de Castilla, tras obtener el título en Sevilla, pasó inmediatamente a Madrid, para realizar las oposiciones. El manuscrito dirigido a los jueces de la oposición lleva por título Cuál fue el origen de la palabra. El 1 de agosto de 1862 tomó posesión de la Cátedra de Psicología, Lógica y Ética del Instituto de Badajoz, al haber sido propuesto en primer lugar de la terna elevada por el tribunal de oposición a dicha Cátedra, el 17 de julio de 1862.
Con este motivo parece que conoció a Julián Sanz del Río, con quien hubo de estrechar lazos, pues no en vano la Carta y cuenta general de conducta, escrita por aquel, está dirigida a Romero de Castilla y la importancia de la misma viene dada, tanto por las copias autografiadas que circularon por Madrid, cuanto porque unos años después, y a punto de ser separado de la Cátedra, Sanz del Río se reiteró en ella, e hizo que se editase en el Apéndice al expediente universitario.
Con esta formación mezcla teológico-krausista, se enfrentará Romero de Castilla a la vida profesional y personal, y va a reflejarse en sus acciones. Esa será la razón de que su krausismo presente unas características propias y discutidas, y de que reciba el calificativo de teológico. Estuvo afiliado al partido republicano.

## Actividad profesional
Al obtener el grado de bachiller en Teología fue nombrado, el 29 de septiembre de 1853, por el gobernador eclesiástico de la Diócesis de Badajoz, catedrático de Lógica y Metafísica del Seminario Conciliar, desempeñando además, desde 1855, la enseñanza de Historia de la Filosofía hasta finalizar el curso 1859-1860, en que cesó por renuncia.
En el Instituto de Badajoz actuó como sustituto de la cátedra de Psicología, Lógica y Ética desde el 14 de abril de 1856, en que fue nombrado por el director, hasta el 13 de marzo de 1857, fecha en que llegó como propietario de la misma, José Muntadas.
Aprobada la oposición, como se dijo, accedió a la propiedad de la cátedra anteriormente desempañada como sustituto, que había quedado vacante por traslado de Muntadas a Córdoba. Su entrega a la enseñanza y al Instituto será ininterrumpida y plena desde ese momento. En varias ocasiones ejerció funciones de director, vicedirector y secretario y sirvió, juntamente con la de su propiedad, cátedras vacantes durante algún tiempo. Tal fue su dedicación y valía personal que, en 1909, cuando llevaba 47 años consecutivos ilustrando filosóficamente a varios miles de alumnos, y contaba setenta y seis años de edad, aún halla energía para cursar el siguiente escrito, dirigido al director del Instituto:

De conformidad con el artículo 5º del R.D. de 15 de marzo de 1901, que dispone la revisión del expediente formado con arreglo al artículo 2º, en los casos en que no recaiga acuerdo de jubilación; cumpliéndose este plazo para el expediente que justificó mi aptitud para el desempeño de mi cargo en el día de la fecha, sírvase V.S. incoar de nuevo el oportuno expediente en el que me propugno aducir pruebas suficientes de mi aptitud para continuar en el ejercicio de la enseñanza.

Incóase al correspondiente expediente, determinando el director, Saturnino Liso, se oficie al médico forense para que lo reconozca y expida el oportuno certificado, y se cita al Claustro para que emita el informe que proceda.
Fernando Pinna y Casas, médico, certifica que Tomás Romero de Castilla, a pesar de su edad, conserva perfectamente sus facultades, y no tiene ningún defecto físico que le impida desempeñar la cátedra.
La opinión del Claustro, expresada en sesión de 13 de mayo de 1909, es recogida textualmente por el secretario, Sergio Luna, para incorporarla al expediente. Aguas manifestó que, a su entender, Romero de Castilla gozaba el pleno dominio de sus facultades intelectuales y físicas, y por lo tanto procedía que se diese un favorable informe, para que dicho Catedrático pudiera continuar ilustrando a la juventud con sus luminosas explicaciones. Del mismo parecer fueron los demás profesores, y como constaba al director que desempañaba su misión docente a satisfacción de todos, se acuerda por una unanimidad declarar que a juicio del Claustro se encuentra el Sr. Romero de Castilla en aptitud de proseguir en el servicio de la enseñanza.
Se da curso, pues, al expediente, que sufrirá devolución por algunas dificultades emanadas de los cambios burocráticos, surgidos al aparecer un nuevo Decreto regulando tales situaciones. Romero de Castilla insiste en la prosecución del expediente, puesto que la devolución se hacía con objeto de que fuese completado, a tenor de lo dispuesto en varios artículos del R. D. de 1 de octubre de 1909 (como se ve de fechar posterior a la de envío del expediente). Por ello ruega al director que teniendo presente su deseo de proseguir en el desempeño de su cátedra, si fuese declarado apto para ello, se sirva ordenar lo conveniente para que el referido expediente sea completado en forma legal.
El expediente fue aprobado, y Romero de Castilla seguirá en activo, a pesar de sus 76 años, hasta su pronto fallecimiento. Tuvo dos hijos masones, Francisco (n. s. Pablo) y Tomás (n. s. Krause). Wenceslao, hijo del primero y nieto por tanto del filósofo, fue fusilado el 16 de septiembre del 36 ante las tapias del cementerio de Mérida.

## Museo Arqueológico de Badajoz
Tomás Romero de Castilla empezó a crear el Museo Arqueológico Provincial de Badajoz en 1867. En 1896 recoge en forma de libro inventario de las piezas que componían los fondos del museo, describiendo y anotando todos aquellos datos que pudieran contribuir a facilitar la localización y condiciones de los hallazgos: | Inventario de los objetos recogidos en el Museo Arqueológico de la Comisión Provincial de Monumentos de Badajoz. Dimite del cargo de director en 1904, por motivos de salud.

## Reconocimiento
- Comendador ordinario de la Orden Civil de Alfonso XII, con fecha de 1 de julio de 1902.
- Miembro correspondiente de la Société de Correspondançe Hispanique, París-Burdeos-Toulouse, en 1900.
- Calle Tomás Romero de Castilla, situada en Badajoz como una de las arterias principales de Valdepasillas.